# Liste der Kulturdenkmale in Ostenfeld (Husum)
In der Liste der Kulturdenkmale in Ostenfeld (Husum) sind alle Kulturdenkmale der schleswig-holsteinischen Gemeinde Ostenfeld (Husum) (Kreis Nordfriesland) und ihrer Ortsteile aufgelistet (Stand: 10. März 2025).

## Legende
In den Spalten befinden sich folgende Informationen:
- Objekt-ID: die Nummer des Kulturdenkmales
- Lage: die Adresse des Kulturdenkmales und die geographischen Koordinaten. Kartenansicht, um Koordinaten zu setzen. In der Kartenansicht sind Kulturdenkmale ohne Koordinaten mit einem roten Marker dargestellt und können in der Karte gesetzt werden. Kulturdenkmale ohne Bild sind mit einem blauen Marker gekennzeichnet, Kulturdenkmale mit Bild mit einem grünen Marker.
- Offizielle Bezeichnung: Bezeichnung des Kulturdenkmales
- Beschreibung: die Beschreibung des Kulturdenkmales
- Bild: ein Bild des Kulturdenkmales

## Sachgesamtheiten
| Objekt-ID      | Lage                                      | Offizielle Bezeichnung | Beschreibung | Bild                             |
| -------------- | ----------------------------------------- | ---------------------- | --- | -------------------------------- |
| 40638 Wikidata | Hauptstraße (54° 27′ 43″ N, 9° 13′ 53″ O) | Kirche Ostenfeld       | Kirche Ostenfeld; 18.-19. Jh.; einschiffige Granitquaderkirche mit eingezogenem Kastenchor und Westturm sowie teilweise spätmittelalterlicher Ausstattung auf umfriedetem Kirchhof mit historischen Grabmalen, nördlich vom Kirchhof gelegenes Pastorat, ca. Ende 19. Jh., eingeschossiger, gotisierender Backsteinbau unter Schieferdach mit umfriedetem Vorgarten - Begründung: geschichtlich, künstlerisch, städtebaulich, Kulturlandschaft prägend - Schutzumfang: Kirche mit Ausstattung, Kirchhof mit Grabmale bis 1870, Feldsteinböschungsmauer, Kirchhofspforten (Hauptstraße), Pastorat mit Vorgarten, zwei Linden, Tor (Hauptstraße 19) | weitere Fotos \| Fotos hochladen |

## Bauliche Anlagen
| Objekt-ID     | Lage                                                   | Offizielle Bezeichnung           | Beschreibung | Bild                             |
| ------------- | ------------------------------------------------------ | -------------------------------- | --- | -------------------------------- |
| 5954          | Hauptstraße 11 (54° 27′ 49″ N, 9° 13′ 43″ O)           | Wohnhaus                         | Wohnhaus; 1923; eingeschossiger, giebelständiger Backsteinbau unter pfannengedecktem Satteldach, Mauerwerk im Zierversatz mit Blendbögen, Standerker an der Front, rückwärtig kleines Stallgebäude - Begründung: geschichtlich, städtebaulich - Schutzumfang: gesamtes Objekt - Denkmaltyp: Bauliche Anlage | BW                               |
| 52064         | Hauptstraße 42 (54° 27′ 38″ N, 9° 14′ 34″ O)           | Wohnhaus                         | Wohnhaus; um 1900; eingeschossiger, traufständiger Backsteinbau unter schiefergedecktem Satteldach, Nordseite mit zweigeschossigem Seitenrisalit, Dachüberstände mit verzierten Windbrettern, Mauerwerk mit Zierfriesen und Putzrustika - Begründung: geschichtlich, städtebaulich - Schutzumfang: gesamtes Objekt - Denkmaltyp: Bauliche Anlage | BW                               |
| 3967 Wikidata | Hauptstraße (54° 27′ 43″ N, 9° 13′ 52″ O)              | Kirche St. Petri mit Ausstattung | Die evangelische Kirche wurde im Jahre 1772 erbaut. Der Turm wurde 1801 hinzugefügt. Davor stand hier eine Kirche aus dem Mittelalter. Im Inneren befindet sich ein Altar aus dem Jahre 1470. Die Granittaufe stammt aus dem 12. Jahrhundert. Im Westen, Norden und Osten befinden sich Emporen. Auf der Ostempore befindet sich die Orgel mit einem fünfteiligen Orgelprospekt. Alteintragung (Aktualisierung vorgesehen) - Begründung: geschichtlich, künstlerisch, städtebaulich - Schutzumfang: gesamtes Objekt - Denkmaltyp: Bauliche Anlage, Sachgesamtheit: Kirche Ostenfeld | weitere Fotos \| Fotos hochladen |
| 46252         | Norderreihe 2 (54° 27′ 52″ N, 9° 13′ 57″ O)            | Geesthardenhaus                  | Geesthardenhaus; wohl 2. H. 19. Jh.; eingeschossiger, traufständiger, gelber Backsteinbau unter blechgedecktem Schopfwalmdach, Wohnteil mit Zwerchhaus, Stallteil mit zwei Lootoren, rückwärtiger Stallflügel - Begründung: geschichtlich, Kulturlandschaft prägend - Schutzumfang: gesamtes Objekt - Denkmaltyp: Bauliche Anlage | BW                               |
| 5962          | Ohrstedter Straße 8 (54° 27′ 53″ N, 9° 13′ 54″ O)      | Bauernhaus Gottschalk            | Bauernhaus Gottschalk; 1819; lang gestreckter weiß geschlämmter Backsteinbau mit Mittelrisalit, Reetdach mit Halbwalm, schlichte Trauf- und Giebelprofile, rückseitig niedriger Anbau mit Schleppdach - Begründung: geschichtlich, wissenschaftlich, Kulturlandschaft prägend - Schutzumfang: gesamtes Objekt - Denkmaltyp: Bauliche Anlage | BW                               |
| 5961          | Ohrstedter Straße 10 (54° 27′ 55″ N, 9° 13′ 51″ O)     | Bauernhaus                       | Uthländisches Haus; 1854; lang gestreckter weiß geschlämmter Backsteinbau mit Backengiebel und Lootor, Reetdach mit Halbwalm, schlichte Trauf- und Giebelprofile - Begründung: geschichtlich, Kulturlandschaft prägend - Schutzumfang: gesamtes Objekt - Denkmaltyp: Bauliche Anlage | BW                               |
| 5957 Wikidata | Ostenfelder Landstraße 4 (54° 27′ 51″ N, 9° 13′ 25″ O) | Ehemaliges Müllerwohnhaus        | ehemaliges Müllerwohnhaus; 2. Hälfte 19. Jh.; eingeschossiger Backsteinbau mit reetgedecktem Halbwalmdach, zweiachsiges Zwerchhaus mit Backengiebeln und eigenem Satteldach - Begründung: geschichtlich, Kulturlandschaft prägend - Schutzumfang: gesamtes Objekt - Denkmaltyp: Bauliche Anlage | BW                               |
| 6350 Wikidata | Rott 12 (54° 26′ 17″ N, 9° 16′ 37″ O)                  | Hof Unschuld: Wirtschaftsgebäude | Alteintragung (Aktualisierung vorgesehen) - Begründung: Alteintragung (Aktualisierung vorgesehen) - Schutzumfang: Alteintragung (Aktualisierung vorgesehen) - Denkmaltyp: Bauliche Anlage | BW                               |
| 6351 Wikidata | Rott 12 (54° 26′ 17″ N, 9° 16′ 35″ O)                  | Hof Unschuld: Wohnhaus           | Alteintragung (Aktualisierung vorgesehen) - Begründung: Alteintragung (Aktualisierung vorgesehen) - Schutzumfang: Alteintragung (Aktualisierung vorgesehen) - Denkmaltyp: Bauliche Anlage | BW                               |
| 6352 Wikidata | Rott 12 (54° 26′ 18″ N, 9° 16′ 36″ O)                  | Hof Unschuld: Stallscheune       | Alteintragung (Aktualisierung vorgesehen) - Begründung: Alteintragung (Aktualisierung vorgesehen) - Schutzumfang: Alteintragung (Aktualisierung vorgesehen) - Denkmaltyp: Bauliche Anlage | BW                               |

## Gründenkmale
| Objekt-ID      | Lage                                      | Offizielle Bezeichnung | Beschreibung | Bild |
| -------------- | ----------------------------------------- | ---------------------- | --- | ---- |
| 19466 Wikidata | Hauptstraße (54° 27′ 44″ N, 9° 13′ 54″ O) | Kirchhof               | Alteintragung (Aktualisierung vorgesehen) - Begründung: geschichtlich, Kulturlandschaft prägend - Schutzumfang: Kirchhof, Grabmale bis 1870, Feldsteinböschungsmauer, Kirchhofspforten - Denkmaltyp: Gründenkmal, Sachgesamtheit: Kirche Ostenfeld | BW   |

## Quelle
- Liste der Kulturdenkmale in Schleswig-Holstein – Kreis Nordfriesland (PDF)